# Narceolaelaps
Narceolaelaps es un género de ácaros perteneciente a la familia  Laelapidae.

## Especies
- Narceolaelaps americanus Kethley, 1978
- Narceolaelaps annularis J. B. Kethley, 1978
- Narceolaelaps burdicki Kethley, 1978
- Narceolaelaps gordanus Kethley, 1978